# Eugen Leviné
Pour les articles homonymes, voir Levine.
Eugen Leviné, né le 10 mai 1883 à Saint-Pétersbourg et mort le 5 juin 1919 à Munich, est un révolutionnaire communiste actif en Allemagne, dirigeant de l’éphémère République des conseils de Bavière.

## Biographie

### Origines et études
Leviné naît en 1883 à Saint-Pétersbourg en Russie dans une famille de négociants juifs. Après la mort de son père, il part vivre en Allemagne avec sa mère, fréquente le lycée de Wiesbaden et fait des études de droit à Heidelberg et Berlin de 1903 à 1905. En 1909, il soutient une thèse d’économie politique

### Engagement politique

#### Révolution de 1905 en Russie
En 1905, il retourne en Russie pour participer à la révolution menée contre le Tsar Nicolas II. Il est membre du Parti socialiste révolutionnaire. Il est condamné à la prison en 1906 et 1908.

#### Révolution de 1919 en Allemagne
Il adhère au Parti social-démocrate d'Allemagne (SPD) et écrit dans la presse du parti sous le pseudonyme de Goldberg.
Pendant la Première Guerre mondiale, Eugen Leviné sert en tant qu'interprète dans un camp de prisonniers. Après la fin de la guerre, il adhère au Parti social-démocrate indépendant d'Allemagne (USPD). Dès le début de la révolution de Novembre, la Ligue spartakiste l'envoie dans la Ruhr. Le conseil d'ouvriers et de soldats d'Essen le délègue au premier congrès national des conseils en décembre 1918. Il est également délégué pour le congrès de fondation du Parti communiste d'Allemagne (KPD) fin décembre 1918- début janvier 1919. À ce titre, il s'oppose à la participation du KPD aux élections et à l'entrée des communistes dans les syndicats réformistes, privilégiant les conseils d'entreprise.
Leviné prend part aux combats de janvier 1919 à Berlin. En mars, il retourne en Bavière et dirige le KPD à Munich. Le 13 avril, il prend la direction de la République des conseils communiste, fonction qu'il exerce jusqu'au 27 avril. Il défend alors une ligne intransigeante, refusant toute coalition avec l'USPD et le SPD et appliquant une série de mesures révolutionnaires (création d'une armée rouge, abolition du papier monnaie, confiscation des comptes en banque et des appartements luxueux, expropriation des entreprises et contrôle ouvrier) semblables à ce qui a été fait à la même période dans les autres républiques de conseil,,.

### Condamnation à mort
Après l'écrasement de la République des conseils par la Reichswehr secondée par des corps francs, il entre dans la clandestinité. Arrêté le 13 mai, Léviné défend ses convictions communistes devant le tribunal spécial de Munich. Il est condamné à mort et, malgré de nombreuses protestations, il est fusillé le 5 juin 1919 à la prison de Stadelheim de Munich.